# Agonoscena bimaculata
Agonoscena bimaculata är en insektsart som beskrevs av Mathur 1973. Agonoscena bimaculata ingår i släktet Agonoscena och familjen rundbladloppor. Inga underarter finns listade i Catalogue of Life.